# كلفة الإنتاج
كلفة الإنتاج أو نفقة الإنتاج (Cost of Production)، ويقصد بها مجموع ما ينفق على عمليات الإنتاج المختلفة.
فهي الثمن الذي يدفعه المنظم للحصول على عناصر الإنتاج من عمل ورأس مال وأرض وغيرها وعلى ذلك فهي تشمل الأيجار الذي يدفعه المنظم للحصول على الموقع اللازم للعمل، وأجور العمال سواء كانوا يقومون بأعمال تنفيذية أم إدارية، والنفقات المختلفة اللازمة للإنتاج.

## حساب التكاليف الإنتاجية
حساب التكاليف الإنتاجية التي تختص بأداء عملية إنتاجية معينة وفق معايير معينة شريطة أن تكون المخرجات من الإنتاج المتماثل في جميع حالات مراحل التصنيع وذلك بجمع التكاليف المباشرة وتخصيص التكاليف غير المباشرة. ويحسب متوسط الوحدة المنتجة للقسم أو المرحلة بتقسيم اجمالي التكاليف الإجمالية في كامل الفترة على عدد الوحدات التامة. وتتميز الوحدات الإنتاجية بالتجانس والتماثل، لأن تشابه الصفات نفسها لكل الوحدات المنتجة هي أهم مقومات تكاليف المراحل الإنتاجية.
وتحدد التكاليف الإنتاجية على أكثر من مرحلة.
- مرحلة تحديد تكلفة الوحـدات التامة: التكلفة تكون للوحدات الموجهة إلى مخازن الإنتاج التامة.
- مرحـلة لتحديد تكلفة تحت التشغيل: للوحدات التي لم تنته بعد خلال مدة زمنية وستكمل لاحقا.
- مرحلـة لتحديد تكلفة الوحدات التالفة: ففي هذه المرحلة تحسب تكلفة الوحدات التي تفقد أو تتلف خلال عملية الإنتاج والتصنيع أو لأي أسباب أخرى.

ومن الأمثلة على الإنتاجية الصناعية صناعة السيارات.

## السلع المباشرة والسلع غير المباشرة
- السلع المباشرة (direct goods) : هي السلع المشاركة مباشرة في عملية الإنتاج
- السلع غير المباشرة (indirect goods) : هي جميع السلع الأخرى التي لم تشارك في عملية الإنتاج. غالبا ما تسمى هذه السلع "Maintenance, Repair and Operations) "MRO goods) منتجات لأعمال الصيانة والتصليح، والعمليات.

مثل : الآلات المستخدمة لصناعة المنتجات، قطع الغيار للآلات التي تنتج المنتجات للمحافظة على سهولة الإنتاج.

### الاختلافات بين السلع المباشرة والسلع غير المباشرة
هناك اختلافات كبيرة بين السلع المباشرة وغير المباشرة والتي لها آثار على عمليات الشراء وقيادتها.
1- السلع المباشرة وغير المباشرة تؤثر على طريقة الشراء. وفقا لتقديرات عدة، حوالي 80% من الشركات التجارية تشمل عقود الشراء contract purchasing"" (اتفاق مكتوب لشراء المنتج المحدد على المدى الطويل، بموجب شروط متفق عليها ونوعيتها، لفترة ممتدة من الزمن) من السلع المباشرة. و 20% تشمل الشراء الفوري "spot purchasing" (شراء السلع على أساس الاحتياجات الفورية في الأسواق الكبيرة التي تنطوي على العديد من الموردين) من السلع غير المباشرة.
2- السلع المباشرة تمثل نهاية مطاف الإنتاج. هذا يعني ان جزء من وظيفة الشراء المباشر تتمثل في توثيق وتنظيم العلاقات مع الموردين الذين يدعمون عملية إنشاء المنتج. اما السلع غير المباشرة لا تتمثل في المنتج المقدم للزبون انما تمثل النفقات اللازمة لإنتاج المنتج.
3 - مرونة الإدارة هو الفرق الأكثر شيوعا بين الشراء المباشر وغير المباشر. في الشراء غير المباشر زيادة تعامل الشركة مع موردها المفضل وهو عامل مهم لتحقيق النجاح، لكنهم يستطيعون ان يتعاملون مع أي موردين يريدون. بينما في البيئة المباشرة لا يوجد أحد على خط التصنيع يقوم بشراء المكونات من موردين غير مفضلين.
4- بالنظر في العمل مع أصحاب الأعمال التجارية. في الشراء المباشر، عادة ما تعمل مع عدد قليل نسبيا مع أصحاب الأعمال (مهندسي التصميم، ومديري الجودة ومتخصصي الإنتاج) الذين يقعون في مراكز قليلة من النشاط. عكس هذا الحال نجده في الشراء غير المباشر حيث نحتاج لعدد كبير من اصحاب الأعمال بدرجات متفاوتة من الكفاءة وتوزيع جغرافي أكبر مما يؤدي إلى صعوبة ايجادهم.
5- بالنسبة للمال قياس المدخرات هو فرق آخر. في السلع المباشرة يتم التركيز على خفض تكلفة السلع. كل منتج لديهِ فاتورة، فإذا قلل الشراء من سعر شي كان أثر ذلك على الربح والخسارة واضح جدا. في السلع غير المباشرة، كل ادخار يصنع بالشراء يكون مفتوح للتسائل كم سوف نشتري في المستقبل؟ ما هو مستوى الامتثال الذي ينبغي لنا أن نفترض؟ إذا كان المنتج لم يشترى من قبل فما هو الأساس لقياس الإدخار؟ عند أخذ هذه التساؤلات بعين الاعتبار وحسابها فان تاثيرها لا يكون على الربح والخسارة إنما يكون على النفقات التجارية.

### أمثلة على السلع المباشرة
- عند شراء مصنع السيارات صفائح الفولاذ لصناعة جسم السيارة.
- شراء مصنع الملابس القطنية للقطن لإنتاج الملابس.

## أمثلة على السلع غير المباشرة
- المصروفات الإدارية.
- حساب التكاليف المرتبطة بإعداد وتقديم المقترحات.
- تجهيزات المكتب.
- إنتاج الصيانة.